# Сопот (община Свети Никола)
Вижте пояснителната страница за други значения на Сопот.
Сопот (на македонска литературна норма: Сопот) e село в североизточната част на Северна Македония, част от община Свети Никола.

## География
Селото е разположено в североизточните склонове на Градищанската планина, северозападно от общинския център град Свети Никола.

## История
В 1887 година в селото е построена църквата „Свети Никола“. Иконите и стенописите също датират от XIX век и са дело на непознати майстори от Кратовско.
В началото на XX век Сопот е чисто българско село в Кумановска каза на Османската империя. През 1900 година според статистиката на Васил Кънчов („Македония. Етнография и статистика“) селото брои 320 жители, всички българи християни.
Всички християнски жители на селото са под върховенството на Българската екзархия. Според статистиката на секретаря на Българската екзархия Димитър Мишев („La Macédoine et sa Population Chrétienne“) в 1905 година християнското население на Сопот (Sopot) се състои от 400 българи екзархисти.
Според преброяването от 2002 година, селото брои 89 жители, всички северномакедонци.

## Личности
Родени в Сопот
- Милан Миленков Ангелов (1874 - след 1943), български революционер